# Ильвама
Ильвама — река в России, протекает в Пудожском районе Республике Карелия. Правый приток реки Вамы.

## География
Река Ильвама берёт начало в Большом Вамозере. Течёт на восток, через Малое Вамозеро. Впадает в реку Ваму неподалёку от нежилой деревни Вама. Устье реки находится в 18 км по правому берегу реки Вама. Длина реки составляет 24 км, площадь водосборного бассейна — 228 км².
В 5,7 км от устья, по правому берегу реки впадает река Кеда. В бассейне Ильвамы находится Большое Шардозеро.

## Данные водного реестра
По данным государственного водного реестра России относится к Балтийскому бассейновому округу, водохозяйственный участок реки — Водла, речной подбассейн реки — Свирь (включая реки бассейна Онежского озера). Относится к речному бассейну реки Нева (включая бассейны рек Онежского и Ладожского озера).
Код объекта в государственном водном реестре — 01040100412102000016128.